# Estadio Parque Yamaguchi Ishin
El Estadio Parque Yamaguchi Ishin (維新百年記念公園陸上競技場Ishin-Koen Hyakunenkinen Rikujōkyōgijō), es un estadio atlético ubicado en la ciudad de Yamaguchi, en la Prefectura del mismo nombre, en Japón. El estadio fue inaugurado en 1963 con ocasión del 18° Festival Nacional de Deportes de Japón, y remodelado en 2011 con motivo de la versión 66° del mismo evento, posee una capacidad para 20 000 espectadores, el club de fútbol Renofa Yamaguchi disputa aquí sus partidos de la Japan Football League.

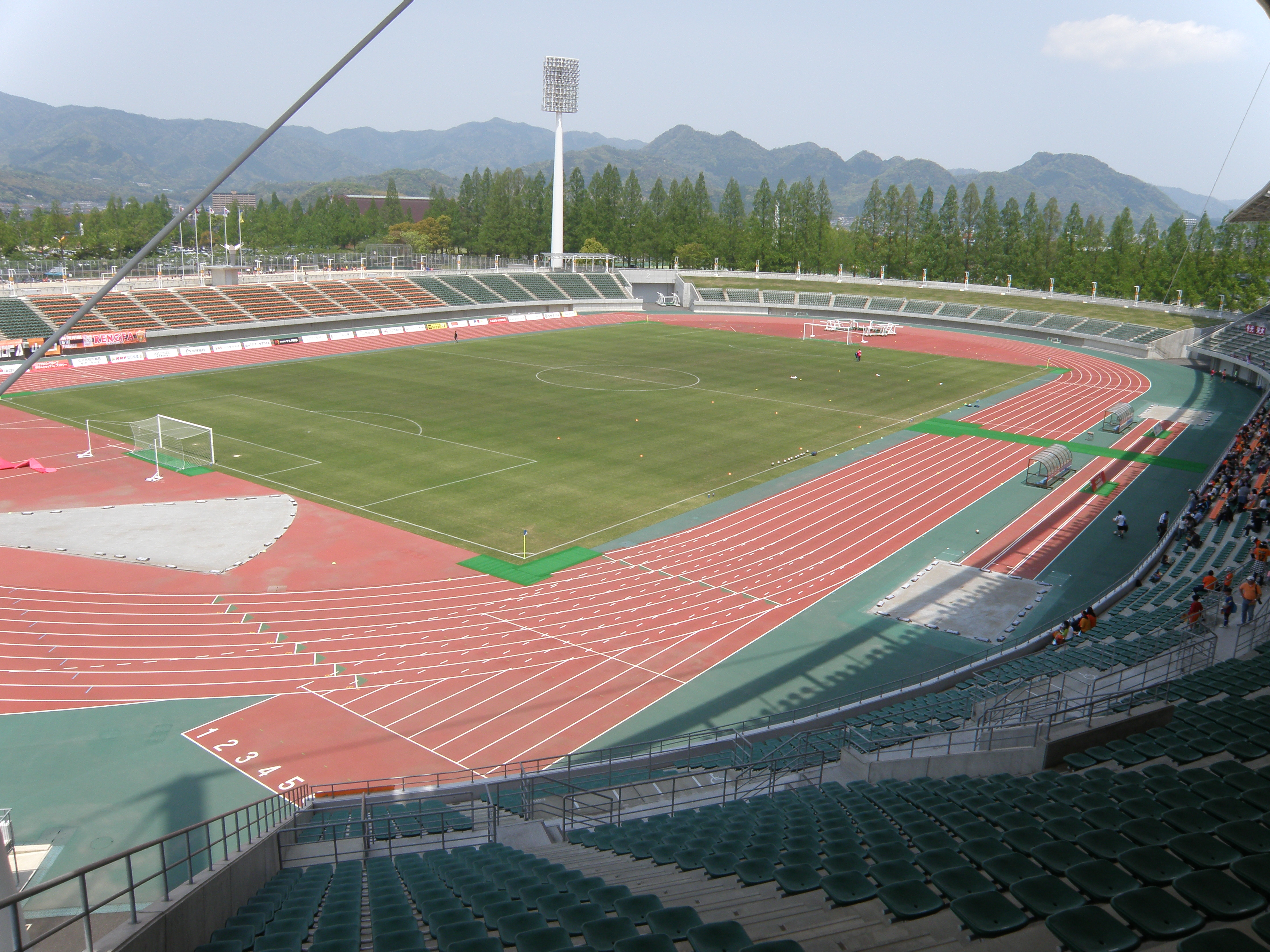